# ريد بيرد
ريد بيرد (بالإنجليزية: Red Bird)‏ هو لاعب كرة قاعدة أمريكي، ولد في 25 أبريل 1890 في ستيفنفيل في الولايات المتحدة، وتوفي في 23 مارس 1972 في مورفريسبورو في الولايات المتحدة.

## وصلات خارجية
- ريد بيرد على موقعبيزبول رفرنس.كوم (الدوري الرئيسي) (الإنجليزية)